# Tolna
Tolna er en af de 19 provinser i Ungarn. Provinsen har et areal på 3.703 kvadratkilometer, og et indbyggertal (pr. 2008) på 238.431. Tolnas hovedstad er Szekszárd, der også er provinsens største by.
- Wikimedia Commons har flere filer relateret til Tolna

46°30′N 18°35′Ø / 46.5°N 18.58°Ø